# ウィートン (イリノイ州)
ウィートン（英語: Wheaton）は、アメリカ合衆国イリノイ州の都市。デュページ郡の郡庁所在地である。人口は5万3970人（2020年）。シカゴの西40キロメートルに位置している。「ホイートン」とも表記される。

## 歴史

### 草創期
インディアン移住法によると、ウィートン市は1831年から1837年の間に設置された。1837年にウォーレン・ウィートンが町の中心に260ヘクタールの土地の所有を宣言、さらにその兄弟のジェシー・ウィートンが隣地120ヘクタールの所有を宣言した。また同時期にニューイングランドから複数の入植者がこの土地に訪れた。この町は1890年4月24日に市に格上げされ、初代市長にはジャッジ・ゲーリーが選ばれた。彼の息子エラスタス・ゲーリーはインディアナ州ゲーリーの創設者である。

### 郡庁所在地としての設立

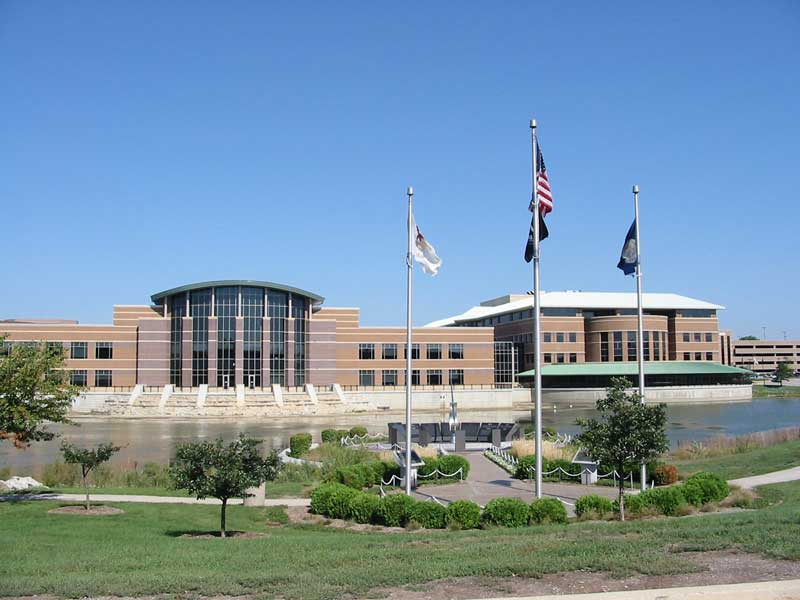
ウィートンにあるデュページ郡庁舎

1857年、イリノイ州議会はデュページ郡庁をネーパービルに残すか、 ガリーナ・シカゴユニオン鉄道沿いで郡の中央に位置するウィートンに移すかを決定する議決を実施した。その結果、ネーパービルが1,542対762の大差をつけて勝利した。しかし、対立は次の10年間も続き1867年に再度議決が行われた。この議決ではウィートンが1,686対1,635の僅差で勝利し、ウィートン市は2万ドルの費用を投じてすぐさま役所、裁判所、刑務所などが入居する合同庁舎を建設。翌年の7月4日に供用が開始した。 
しかしウィートン市とネーパービル市の対立は続き、1868年にはネーパービル市が旧裁判所に残る記録をウィートン市の新裁判所に移動させることを拒否。その結果、ウィートン市の退役軍人が現在「ミッドナイト・レイド（深夜の襲撃）」と呼ばれる事件を引き起こした。その結果、ネーパービル市の裁判所にあった裁判記録は安全のためにシカゴに移された。その間もネーパービル市はウィートン市に対して議決のやり直しを求める裁判を引き起こした。しかし、1871年に発生したシカゴ大火により資料は焼失。その直後にウィートン市が郡庁所在地として正式に宣言された。
ウィートン市の裁判所は1887年に69,390米ドルをかけて新築され、その後新館が建てられるまでの94年にわたって利用された。この旧裁判所庁舎はアメリカ合衆国国家歴史登録財に登録されており、2004年までは国立ルイ大学によって利用され、現在は高級マンションとして利用されている。
1990年11月2日、裁判所は旧庁舎から西に3km離れた場所に建設された新庁舎に移転した。新庁舎の建設には5,250万米ドルを要し、裁判所には3万m²が割り当てられた。

### 市域の拡張

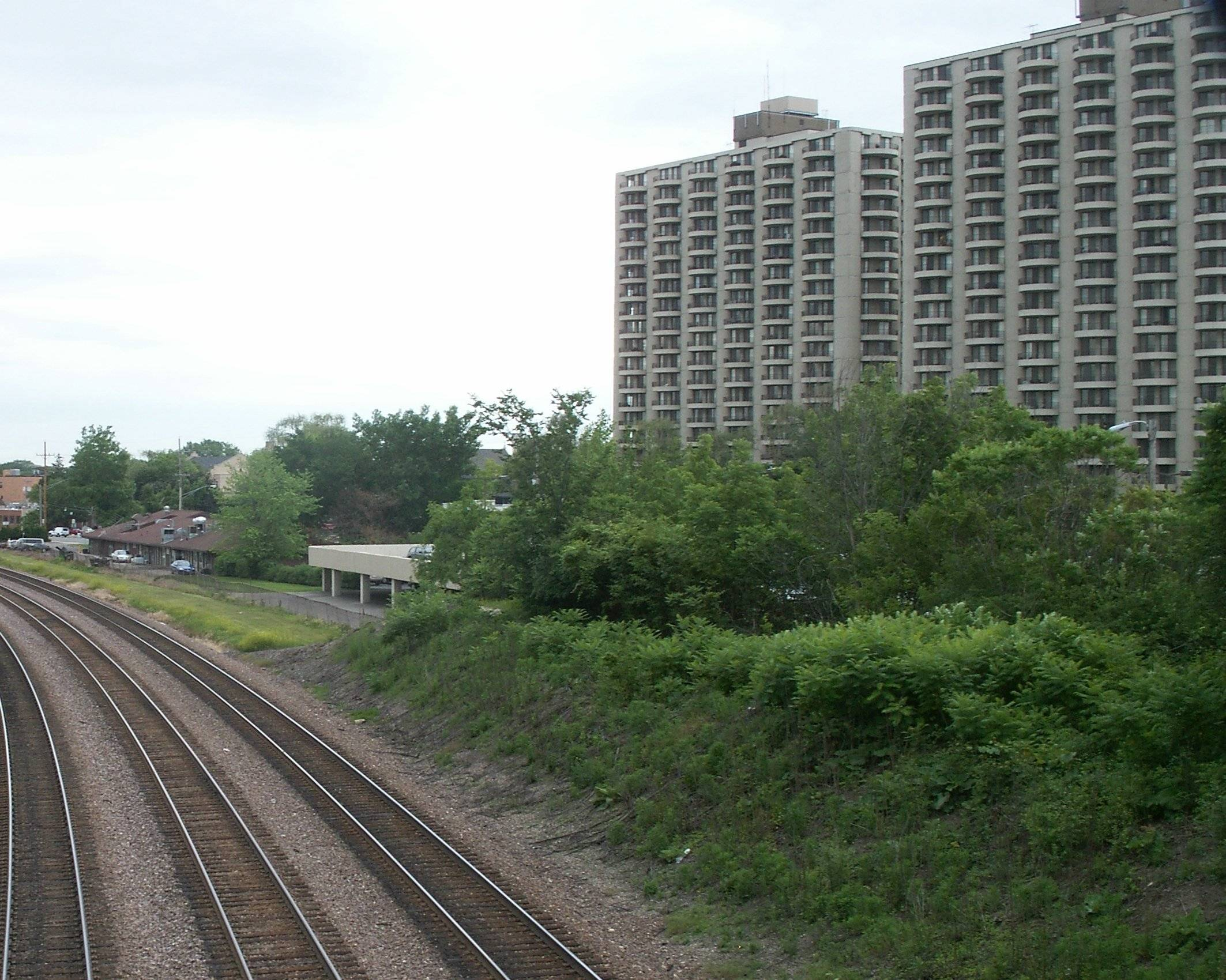
ウィートンセンター

1950年代にウィートン市は急速な発展を経験したが、1990年代に入ると人口増加の速度は減少した。また、1990年に裁判所が西に移転したことにより市街地は一時的に衰退。しかし、近年は高層マンションの建設によって再び活気を取り戻しつつある。ウィートンのランドマークとして有名な高層マンション「ウィートンセンター」は57,000m²の土地に758戸が入居する高層マンションで1975年に建設された。
1887年にアルコール飲料の販売が禁止され、1985年に廃止されるまでの期間すべてのスーパー、コンビニ、レストランなどで適用されていた。

## 人口動静
以下は2000年国勢調査における人口統計データである。
| 基礎データ - 人口：55,416人 - 世帯数：19,377世帯 - 家族数：13,718 - 人口密度：1,907人/km² - 住居数：19,881軒 - 住居密度：684.1軒/km² 人種別人口構成 - 白人：89.85% - アジア人：4.85% - アフリカン・アメリカン：2.82% - ネイティブ・アメリカン：0.11% - 太平洋諸島系：0.02% - その他：1.03% - 混血：1.31% - ヒスパニック・ラテン系：3.65% 世帯と家族 - 18歳未満の子供がいる: 36.7% - 結婚・同居している世帯: 61.4% - 未婚・離婚女性が世帯主である世帯: 7.3% - 非家族世帯: 29.2% - 単身世帯: 24.5% - 65歳以上の老人1人暮らし: 7.5% - 平均構成人数 - 世帯: 2.64人 - 家族: 3.20人 | 年齢別人口構成 - 18歳未満：26.2% - 18歳-24歳：10.5% - 25歳-44歳：28.8% - 45歳-64歳：23.4% - 65歳以上：11.2% - 年齢の中央値：36歳 - 性比（女性100人あたり男性の人口） - 総人口: 94.9 - 18歳以上: 90.0 以下は2005年から2009年の調査結果に基づく。 ウィートン市は2010年8月にCNNが発表した「裕福な町トップ25」にランクインしている。 収入と家計 - 収入の中央値 - 世帯: 85,287米ドル - 家族: 107,763米ドル - 性別 - 男性: 81,515米ドル - 女性: 47,739米ドル - 人口1人あたり収入: 41,353米ドル - 貧困線以下 - 対人口: 4.8% - 対家族数: 3.3% - 18歳未満: 4.7% - 65歳以上: 7.4% |

## 教育

### 高等教育

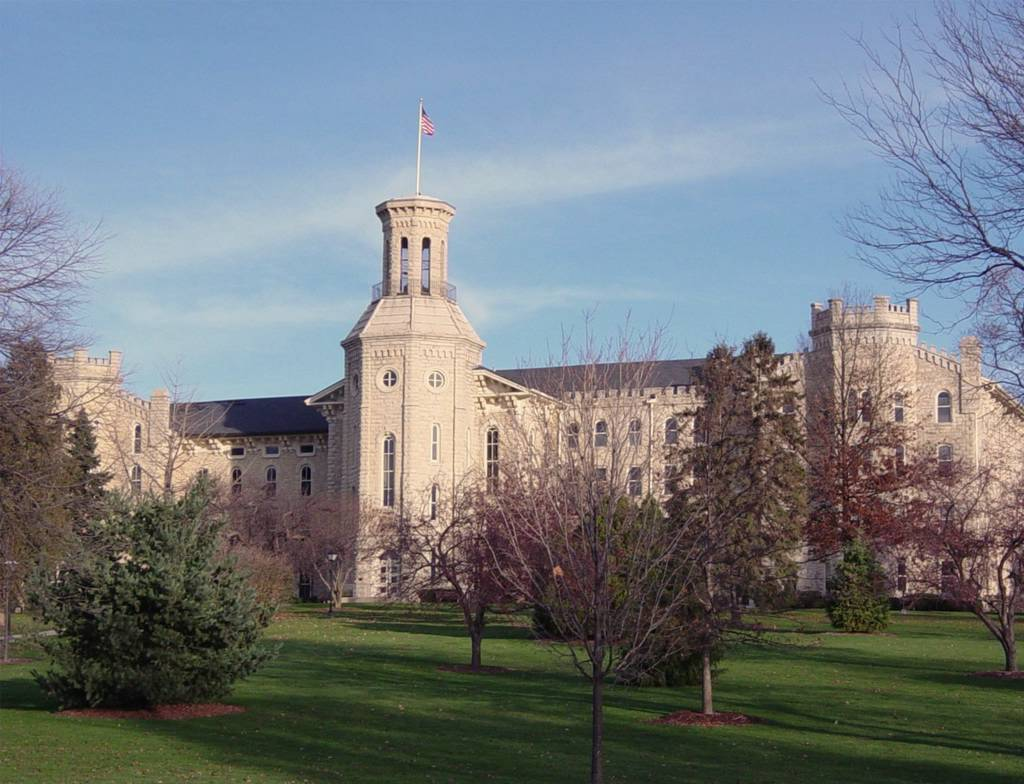
ホイートン大学

ホイートン大学がダウンタウンのすぐ東に位置する。「福音派大学のハーバード」とも呼ばれるこの大学はリベラルアーツ教育を求める経験なキリスト教徒の学生のための超教派の大学として知られている。 
また、キャンパス内には卒業生ビリー・グラハムの活動とアメリカにおける福音伝道の歴史が記録された博物館（ビリー・グラハム・センター）や、アメリカ同時多発テロ事件で死亡した3名の卒業生の慰霊のために2004年に建設された施設（トッド・M・ビーマー学生センター）がある。イリノイ工科大学の応用工学部のキャンパスも位置している。

### 公共図書館

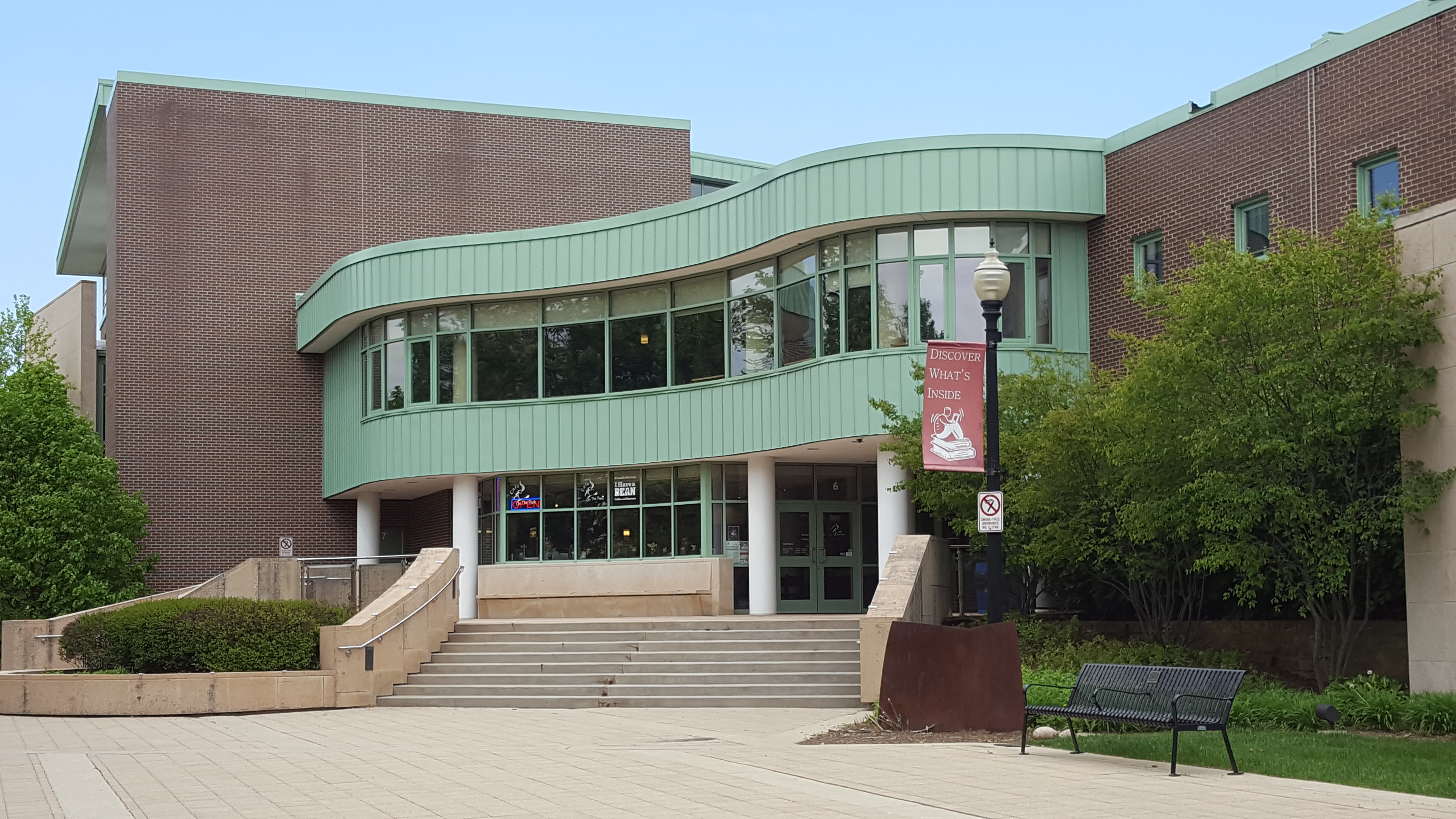
ウィートン公共図書館

ウィートン公共図書館は同規模の都市の中では全米トップ10に入る蔵書数を誇る。2017年に実施されたリニューアル工事で新たに3階建の別館が建設され、床面積が約7,000m²から約11,500m²に増加した。2016年における所蔵数は、書籍389,566冊、電子書籍3,200冊、音声媒体36,621点、映像媒体22,393点など。

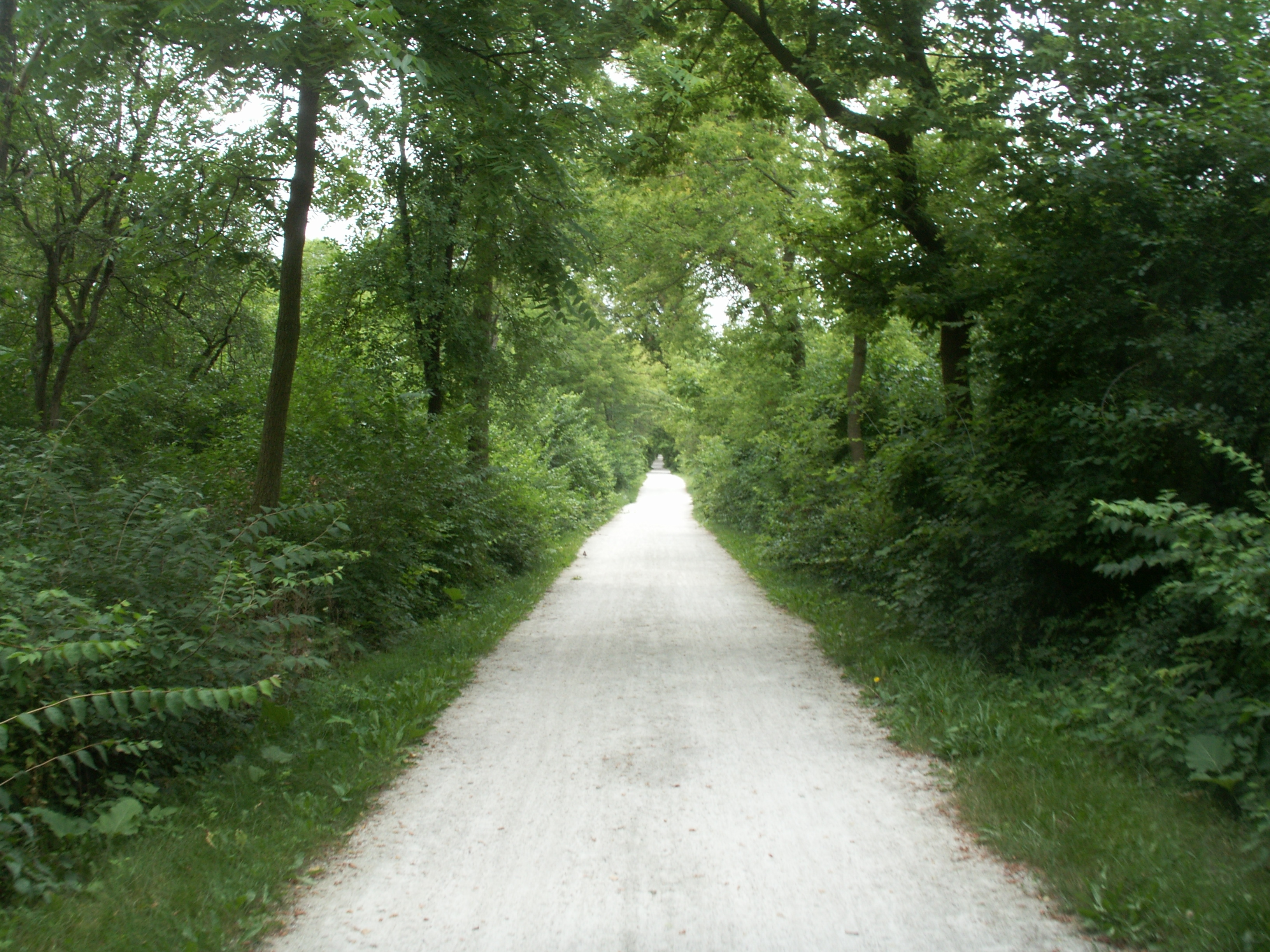
ウィートンのイリノイ大草原の小道

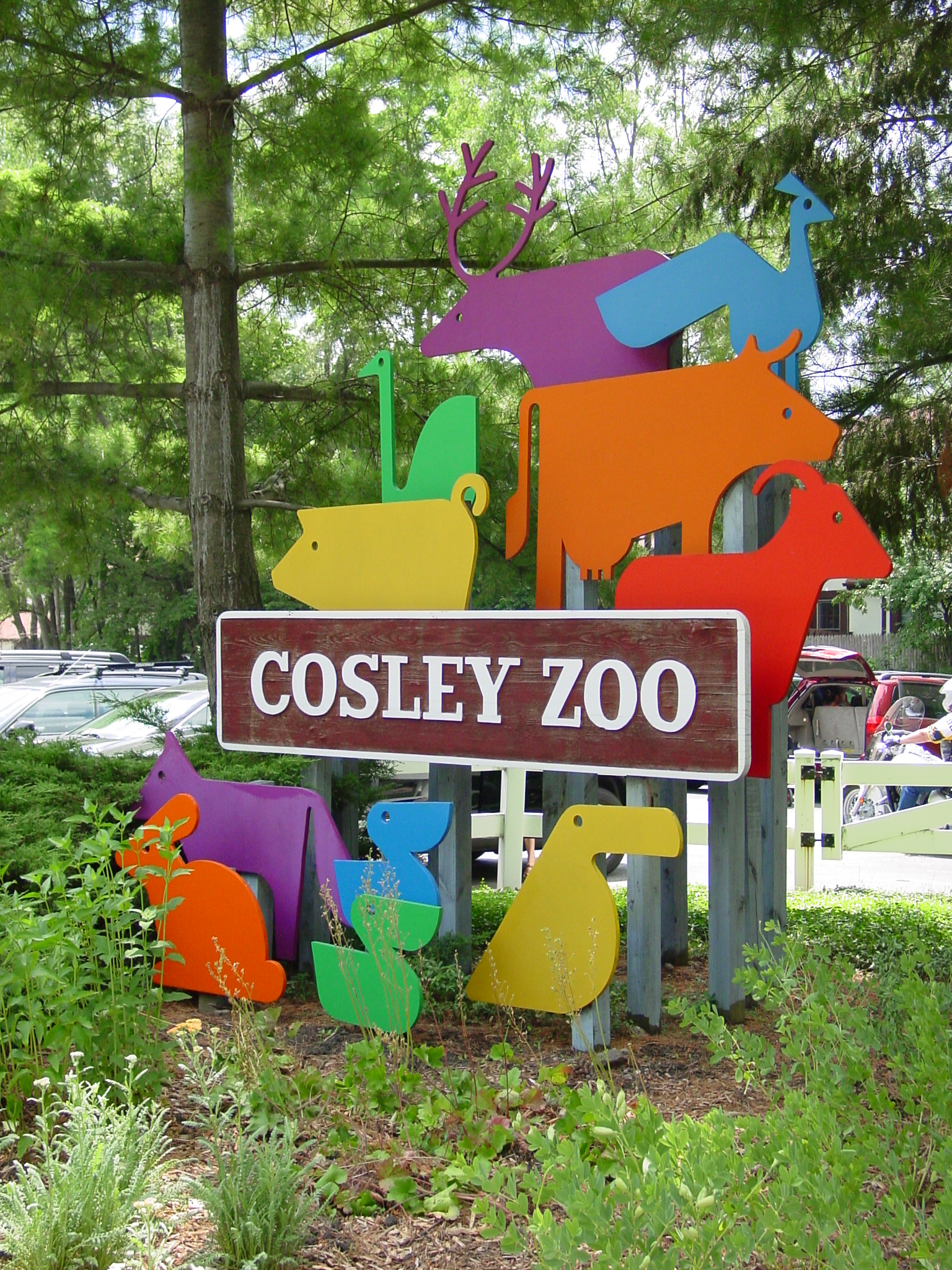
コスリー動物園

## レジャー施設

### 公園/ゴルフ場
全米オープンや全米アマチュアゴルフ選手権でも使用された全米最古のゴルフ場であるシカゴゴルフクラブが南部に位置している。

## ウィートンに関連する人物
- ジェーン・アダムス：舞台女優、トニー賞受賞者
- ジェームズ・ベルーシ：コメディアン、俳優
- ジョン・ベルーシ：俳優、ミュージシャン、コメディ番組『サタデー・ナイト・ライブ』出演者
- ウェス・クレイヴン：ホイートン大学の卒業生、映画監督、脚本家
- デニス・デューガン：映画監督、コメディアン
- ゲイル・オグレイディ：女優
- ジャネット・ピルグリム：モデル、女優
- ボブ・ウッドワード：ジャーナリスト、ワシントンポスト紙編集主幹
- ビリー・グラハム：ホイートン大学の卒業生、福音主義者
- エドウィン・ハッブル：天文学者
- グロート・レーバー：天文学者
- ジミー・ピアソール：元メジャーリーガー
- レッド・グレンジ：元プロアメフト選手
- アダム・ハリス：陸上競技選手
- ショーン・ルーニー：バレーボールアメリカ代表、北京オリンピック金メダリスト
- ティム・ガリクソン：プロテニス選手

## 交通

### 鉄道

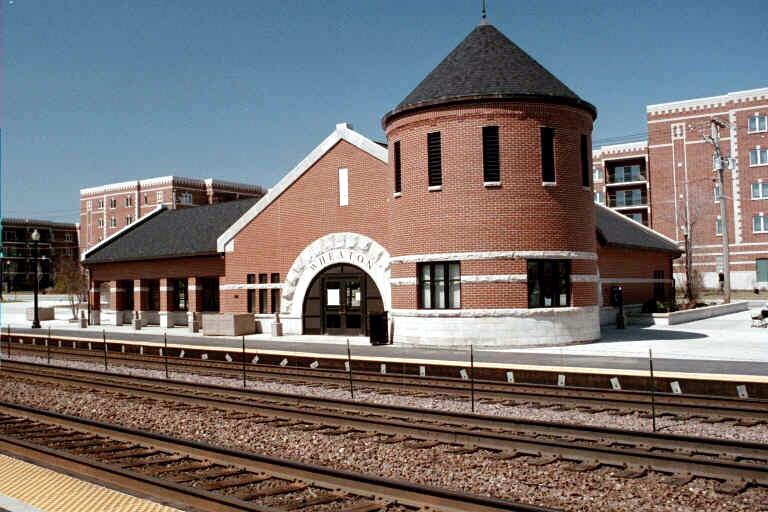
2000年に再建されたウィートン駅

州内鉄道メトラのユニオン・パシフィック西線が通っており、カレッジ・アベニュー駅とウェスト・ストリート駅（ウィートン駅）という2つの駅が存在する。これにより、シカゴのオギルビー・トランスポーテーション・センターまで行くことができる。過去にはシカゴ・オーロラ・アンド・エルジン鉄道も通っていた。